# Tram-train de la Baie de Cadix
Le tram-train de la Baie de Cadix (en espagnol : Ferrocaril Metropolitano de la Bahía de Cádiz, en français : « chemin de fer métropolitain de la Baie de Cadix »), exploité sous la marque TramBahía, est un réseau de transport collectif en site propre de type tram-train desservant Cadix et une partie de sa baie, en Andalousie. Il comprend une seule ligne et constitue le premier mode de transport de ce type en Espagne.
Le projet est envisagé au début des années 2000 par la Junte d'Andalousie. Le chantier démarre en 2006, et s'étend les années suivantes sur les territoires de San Fernando et Chiclana de la Frontera. Il est paralysé sur décision judiciaire entre 2010 et 2012. Les premiers essais de circulation ont lieu en 2014.
En 2019, les autorités andalouses relancent le projet, visant une mise en service en 2020. La pandémie de Covid-19 puis des difficultés administratives retardent l'inauguration, qui a finalement lieu le 26 octobre 2022. Il devient ainsi le premier tram-train espagnol.
Le projet initial comprend la réalisation d'une seconde ligne entre Cadix et Jerez de la Frontera, empruntant le pont de la Constitution de 1812. En 2023, quatre mois après la mise en service du réseau, le gouvernement andalou se dit prêt à étudier sa réalisation.

## Histoire

### Débuts du projet
En avril 2002, le conseil municipal de San Fernando exprime, dans le cadre de la présentation de son plan local d'urbanisme, le souhait de voir circuler un tramway sur la rue Royale, principale artère de la ville. Lors de la création, par le conseil de gouvernement d'Andalousie, de l'établissement public Chemins de fer d'Andalousie en 2003, est évoquée une ligne de tramway entre Chiclana de la Frontera et San Fernando, devant ensuite rejoindre Cadix en circulant sur le réseau ferré national.
Le 10 février 2004, le conseil de gouvernement valide la déclaration d'intérêt métropolitain du projet. Celui-ci est confirmé deux mois plus tard par le président de la Junte d'Andalousie, Manuel Chaves, lors de sa déclaration de politique générale, préalable à son investiture, devant le Parlement andalou. Les appels d'offres pour les études de projet et les plans d'exécution sont publiés, puis les marchés publics attribués au cours des années 2004 et 2005, période au cours de laquelle est réalisée l'étude d'impact environnemental, qui se révèle favorable au projet.
Les travaux autour du nœud ferroviaire de La Ardila commencent en 2006, afin de permettre le passage de la plate-forme spécifique au tramway à la ligne de chemin de fer, ce qui permettra de faire circuler les rames jusqu'à Cadix. Le tracé définitif est établi en octobre 2007. Les travaux dans le centre de San Fernando démarrent onze mois plus tard, suivis en mars 2010 de ceux sur le territoire de Chiclana.

### Déboires, puis relance
L'intégralité du projet est cependant annulée en novembre 2010 par le tribunal supérieur de justice d'Andalousie, qui fait droit à un recours de propriétaires expropriés à San Fernando. Les chantiers reprennent en 2012 et les premiers essais de circulation des rames sur une partie du réseau sont effectués deux ans plus tard. En 2016, le délégué provincial du gouvernement andalou annonce une mise en circulation au plus tard en mars 2017, qui ne se produit finalement pas,.
Le projet est relancé par le gouvernement de Juanma Moreno en mars 2019, avec l'objectif affiché de faire circuler les rames en 2020. Ce délai n'est pas tenu, et les essais commencés au début de cette année 2020 sont brutalement interrompus par la proclamation de l'état d'alerte face à la pandémie de Covid-19, après quoi en avril 2021, une cinquantaine de conducteurs et techniciens de régulation sont licenciés faute de lancement du tram-train.
Après avoir attribué en décembre 2021 un marché public-clé en matière d'essais, l'exécutif andalou fait savoir que la mise en service commerciale se produira au cours du premier semestre 2022. Les travailleurs licenciés seront réintégrés à l'occasion du début de la campagne d'essais. Le 11 février 2022, un tram-train effectue pour la toute première fois l'intégralité du trajet proposé par la ligne, reliant Chiclana à Cadix en environ une heure. Les essais de marche à blanc — simulation d'exploitation commerciale normale, sans passagers — débutent le 10 juin suivant.

### Mise en service

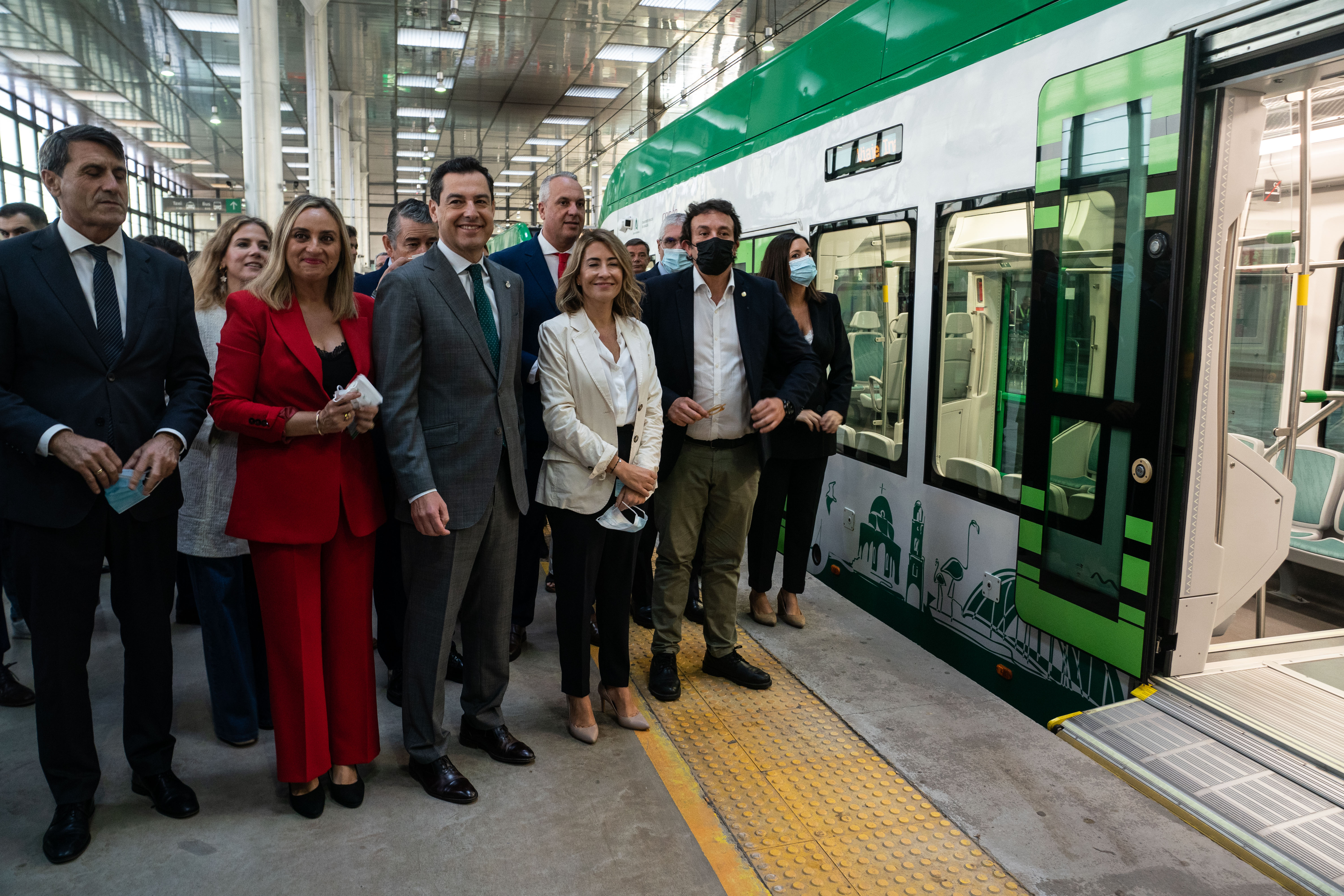
Le réseau est inauguré le 26 octobre 2022 par Juanma Moreno et Raquel Sánchez.

Juanma Moreno indique le 20 juillet 2022 que la mise en service commercial se fera finalement en septembre. Deux jours plus tard, un pas décisif pour le lancement du réseau est franchi avec la signature entre la Junte, le ministère des Transports et Administrador de infraestructuras ferroviarias (ADIF) de l'accord permettant juridiquement la circulation des rames sur le réseau ferroviaire. Le gouvernement andalou attribue le 30 août suivant l'exploitation du réseau, pour une durée de dix ans, à l'entreprise publique Renfe Operadora.
Encore une fois reportée en raison de la nécessité d'achever les essais en marche à blanc, la date de mise en service est finalement annoncée le 21 octobre 2022 et fixée à cinq jours plus tard, le  26 octobre. Le jour prévu, la ministre des Transports, Raquel Sánchez, et Juanma Moreno inaugurent le réseau et montent dans la première rame, qui part de Cadix à 9 h 50. La réalisation du réseau a coûté 267 millions euros.
La députation de Cadix revendique, deux mois après l'entrée en service du réseau, que celui-ci soit prolongé depuis son terminus de Chiclana afin de desservir Conil de la Frontera, Vejer de la Frontera et Barbate, dans la comarque de La Janda.

## Réseau

### Actuel
Le réseau du tram-train est long 24 kilomètres, partagés entre une plate-forme réservée et une voie de chemin de fer du réseau ferré national. Les voies sont à écartement ibérique. Il se compose d'une seule ligne de vingt-et-une stations,,.
| Ligne | Terminus      | Terminus  | Longueur | Stations | Distance moyenne entre les stations |
| ----- | ------------- | --------- | -------- | -------- | ----------------------------------- |
|       | Gare de Cadix | Pelagatos | 24 km    | 21       | 1 142 m                             |

### Projet
Le projet initial prévoit une seconde ligne reliant Cadix à l'aéroport de Jerez en empruntant le pont de la Constitution de 1812, puis en parcourant les villes de Puerto Real, El Puerto de Santa María et Jerez de la Frontera, un projet qui reste à l'état d'ébauche au début de l'année 2022.
Le 1er février 2023, à l'occasion de la célébration du franchissement des 500 000 voyageurs sur la ligne 1, la conseillère à l'Équipement de la Junte d'Andalousie, Marifrán Carazo, indique que l'exécutif régional est disposé à « étudier de futures extensions » du réseau.
Le conseiller à la Présidence Antonio Sanz Cabello indique en janvier 2025 au journal Diario de Cádiz que la réalisation de la deuxième ligne n'est pas dans les priorités du gouvernement régional.

## Matériel roulant
Le parc se compose de sept rames, construites par Construcciones y Auxiliar de Ferrocarriles (CAF). Chaque train compte trois voitures, dispose d'un plancher surbaissé — directement au niveau du quai — à 55 % et peut accueillir 227 passagers, dont 84 assis. Ils circulent à 100 km/h sur les tronçons interurbains, et à 20 km/h dans les zones urbanisées,. Un appel d'offres pour l'achat de trois rames supplémentaires est publié par l'Agence des travaux publics en mai 2022.
Le garage-atelier, qui accueille également le poste de commande centralisé, se situe dans la zone industrielle de Pelagatos. Il est configuré pour accueillir 24 trains, 9 sur les voies de stationnement et 15 sur les voies de maintenance.

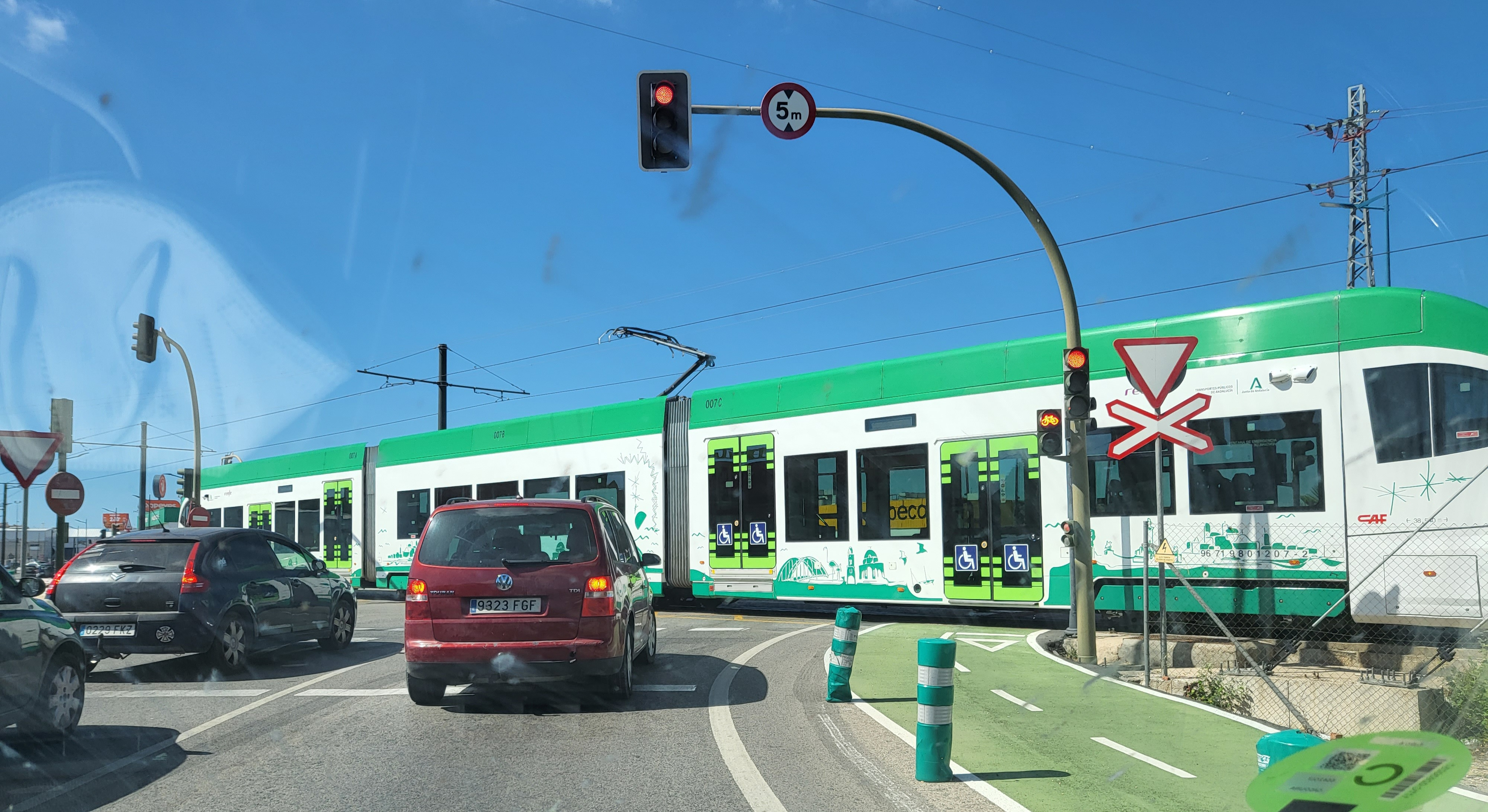
Une rame en essai, sur un passage à niveau à Chiclana de la Frontera.
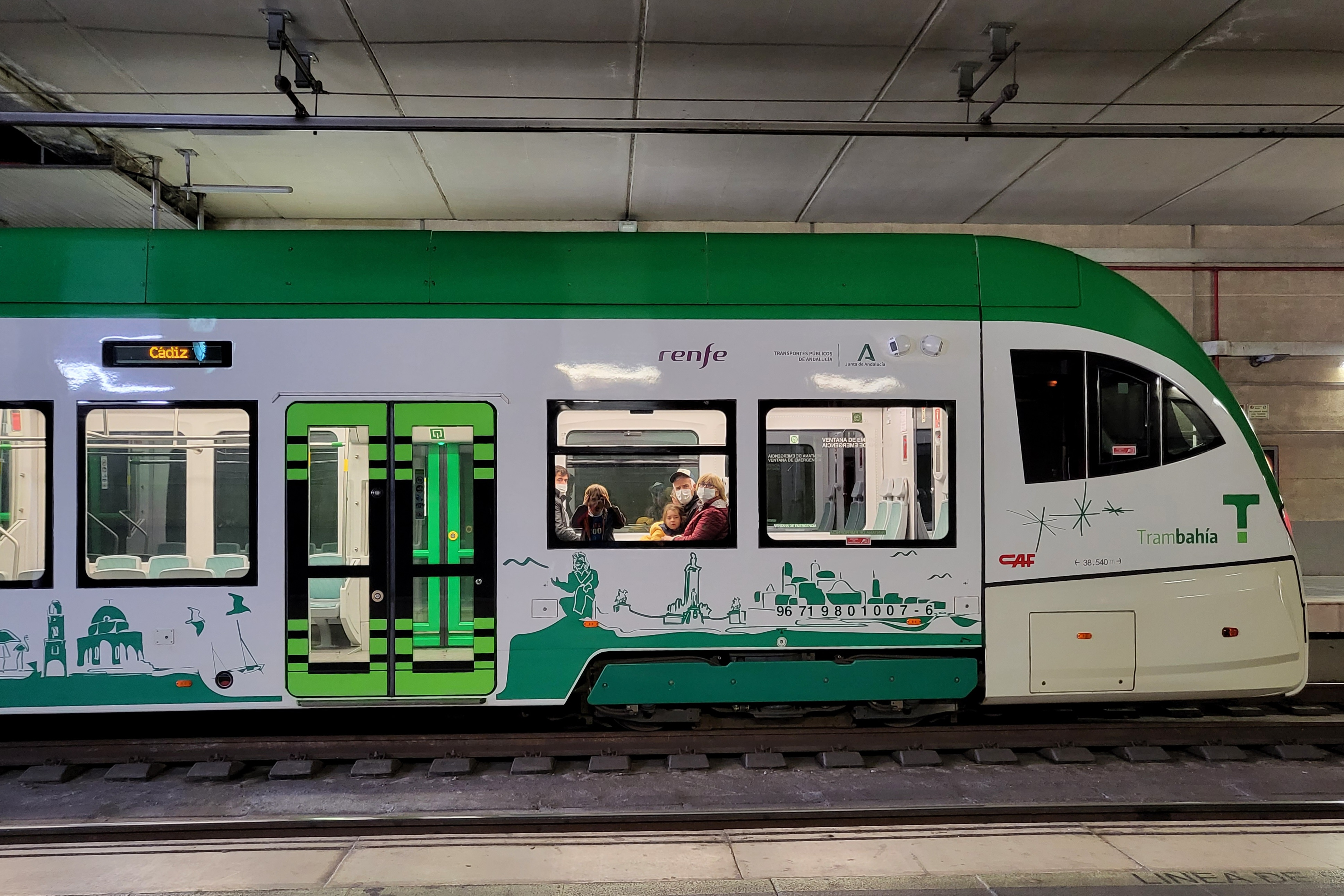
Une rame en service, à la gare de San Severiano.
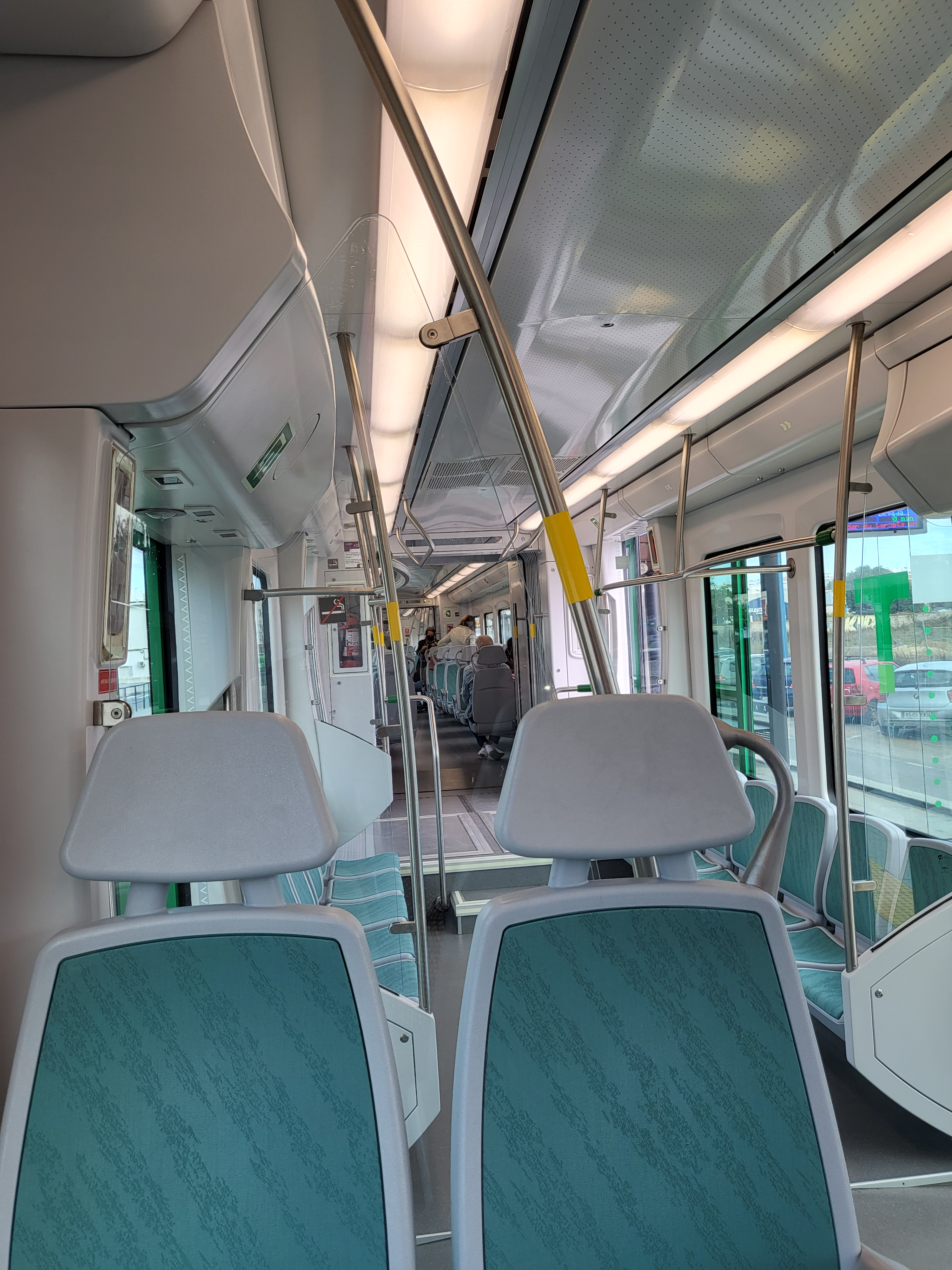
Intérieur d'une rame.